# Heung Yee Kuk
O Heung Yee Kuk (鄉議局); lit. 'Assembleia Rural') é um órgão consultivo estatuário que representa os habitantes indígenas ou rurais dos Novos Territórios de Hong Kong.

## História
O Heung Yee Kuk foi estabelecido pela "Ordenação Heung Yee Kuk" (Capítulo 1097) e decretado em 11 de dezembro de 1959.
Durante os anos a organização tem feito obras de caridade. Em 1996, doou HK$660,000 para fundar a Escola Secundária Heung Yee Kuk Yuen Long District, em Yuen Long.
O Heung Yee Kuk também provê eleitorado funcional nas eleições do Conselho Legislativo de Hong Kong e do Chefe do Executivo de Hong Kong. Cada comitê rural tem um representante no órgão.